# Puntsagiyn Shagdarsüren
Puntsagiyn Shagdarsüren (mongolisch Пунцагийн Шагдарсүрэн; * 29. Oktober 1918 im Sum Bajan-Öndschüül, Töw-Aimag, Mongolei; † 3. Juli 2019 in Ulaanbaatar) war ein Diplomat und Politiker der Mongolischen Revolutionären Volkspartei (MRVP), der unter anderem zwischen 1958 und 1963 Außenminister der Mongolischen Volksrepublik war.

## Leben
Shagdarsüren war Mitglied der Mongolischen Revolutionären Volkspartei (MRVP) und war zunächst zwischen 1955 und 1956 Botschafter in der Demokratischen Volksrepublik Korea sowie anschließend von 1956 bis 1958 Botschafter in Indien. 1958 kehrte er in die Mongolei zurück und übernahm in der Regierung von Ministerpräsident Jumdschaagiin Tsedenbal als Nachfolger von Sonomyn Avarzed den Posten des Außenministers, den er zunächst bis 1959 kommissarisch sowie daraufhin bis zu seiner Ablösung durch Mangalyn Dügersüren bis 1963 bekleidete.
Nach anderen Verwendungen war Shagdarsüren zwischen 1972 und 1974 Botschafter in der Ungarischen Volksrepublik sowie danach von 1975 bis 1978 Botschafter in der DDR. Nachdem er zwischen 1978 und 1980 Botschafter in der Sozialistischen Föderativen Republik Jugoslawien sowie von 1980 bis 1982 Botschafter in Afghanistan war, fungierte er zuletzt zwischen 1982 und 1986 als Botschafter in der Volksrepublik China.